# Triumph Tiger 955i
Die Tiger 955i ist ein Motorradmodell der englischen Motorradmarke Triumph Motorcycles. Das Modell wird im Allgemeinen als Groß-Enduro bzw. Reiseenduro bezeichnet.

## Modellgeschichte
Die ersten neuzeitlichen Tiger-Modelle, interner Modellcode T 400, wurden von 1993 bis 1998 fast unverändert gebaut. 1999 kam eine komplette Neukonstruktion, die T 709, auf den Markt. Der modifizierte Motor der Speed Triple desselben Herstellers, mit 885 Kubikzentimetern Hubraum und 62 kW (85 PS), diente hierbei als Antrieb.

## Baujahre 2001–2004
Das Modell mit der internen Bezeichnung 709 EN wurde im Jahr 2001 auf den Markt gebracht. Die Tiger erhielt den, ebenfalls hauseigenen, Daytona-Motor mit 955 Kubikzentimetern Hubraum und nun 72 kW (98 PS). Die dritte Generation der aktuellen Tiger-Baureihe behielt die Optik des Vorgängermodells 709, wurde aber um einige technische Details (z. B. straffer abgestimmte Gabel) verbessert.

## Baujahre 2005–2006
Im Jahre 2005 erfolgte ein technisches sowie optisches Facelift der Baureihe. Das Fahrwerk wurde nochmals straffer abgestimmt, die Federwege gekürzt und die Fahrwerksgeometrie überarbeitet. Der auffälligste Unterschied war der Umstieg auf Leichtmetall-Gussräder mit Schlauchlosbereifung, der nun silberne Rahmen und eine neue Hinterradschwinge ohne Exzenter.

## Technische Daten
|                               |                                                                               |                                                                             |                                                                         |                                                                         |
| Motor                         | Flüssigkeitsgekühlter 3-Zylinder-Reihenmotor-DOHC-Euro 2 -G-Kat               | Flüssigkeitsgekühlter 3-Zylinder-Reihenmotor-DOHC-Euro 2 -G-Kat             | Flüssigkeitsgekühlter 3-Zylinder-Reihenmotor-DOHC-Euro 2 -G-Kat         | Flüssigkeitsgekühlter 3-Zylinder-Reihenmotor-DOHC-Euro 2 -G-Kat         |
| Hubraum                       | 955 cm³                                                                       | 955 cm³                                                                     | 955 cm³                                                                 | 955 cm³                                                                 |
| Bohrung-Hub                   | 79 × 65 mm                                                                    | 79 × 65 mm                                                                  | 79 × 65 mm                                                              | 79 × 65 mm                                                              |
| Verdichtung                   | 11.2:1                                                                        | 11.2:1                                                                      | 11.2:1                                                                  | 11.2:1                                                                  |
| Leistung                      | 72 kW bei 9200/min                                                            | 78 kW bei 8900/min (ungedrosselt)                                           |                                                                         |                                                                         |
| max. Drehmoment               | 95 Nm bei 6200/min                                                            | 95 Nm bei 6200/min                                                          | 95 Nm bei 6200/min                                                      | 95 Nm bei 6200/min                                                      |
| Gemischaufbereitung           | elektronische Einspritzung                                                    | elektronische Einspritzung                                                  | elektronische Einspritzung                                              | elektronische Einspritzung                                              |
| Zündanlage                    | digital-induktiv- durch integriertes vollelektronisches Motormanagement       | digital-induktiv- durch integriertes vollelektronisches Motormanagement     | digital-induktiv- durch integriertes vollelektronisches Motormanagement | digital-induktiv- durch integriertes vollelektronisches Motormanagement |
| Primärantrieb                 | über Zahnräder                                                                | über Zahnräder                                                              | über Zahnräder                                                          | über Zahnräder                                                          |
| Sekundärantrieb               | Kette                                                                         | Kette                                                                       | Kette                                                                   | Kette                                                                   |
| Getriebe                      | 6-Gang                                                                        | 6-Gang                                                                      | 6-Gang                                                                  | 6-Gang                                                                  |
| Fahrwerk                      |                                                                               |                                                                             |                                                                         |                                                                         |
| Rahmen                        | Perimeter Stahlrohrrahmen Farbe: Schwarz                                      | Farbe: Silber                                                               |                                                                         |                                                                         |
| Hinterradschwinge             | Leichtmetallschwinge, Farbe: Schwarz [exzentrischer Kettenspanner]            | Leichtmetallschwinge, Farbe: Silber [Gewindekettenspanner]                  |                                                                         |                                                                         |
| Vorderrad                     | Drahtspeichenrad, 110/80 VR 19                                                | Leichtmetall-Gussrad, 110/80 VR 19 schlauchlos                              |                                                                         |                                                                         |
| Hinterrad                     | Drahtspeichenrad; 150/70 VR 17                                                | Leichtmetall-Gussrad, 150/70 VR 17 schlauchlos                              |                                                                         |                                                                         |
| Federung/Radaufhängung-vorne  | 43-mm-Telegabel, Federweg 230 mm                                              | Federweg 170 mm, härtere lineare Federn-verbesserte Dämpfungscharakteristik |                                                                         |                                                                         |
| Federung/Radaufhängung-hinten | Zentralfederbein, einstellbare Federbasis, Zugstufendämpfung, Federweg 200 mm | härtere Feder-verbesserte Dämpfungscharakteristik                           |                                                                         |                                                                         |
| Bremsen-vorne                 | 2 × 310-mm-Bremsscheiben, 2 × Doppelkolbensattel                              | 2 × 310-mm-Bremsscheiben, 2 × Doppelkolbensattel                            | 2 × 310-mm-Bremsscheiben, 2 × Doppelkolbensattel                        | 2 × 310-mm-Bremsscheiben, 2 × Doppelkolbensattel                        |
| Bremsen-hinten                | 1 × 285-mm-Bremsscheibe, 1 × Doppelkolbensattel                               | 1 × 285-mm-Bremsscheibe, 1 × Doppelkolbensattel                             | 1 × 285-mm-Bremsscheibe, 1 × Doppelkolbensattel                         | 1 × 285-mm-Bremsscheibe, 1 × Doppelkolbensattel                         |
| Abmessungen                   |                                                                               |                                                                             |                                                                         |                                                                         |
| Gesamtlänge                   | 2250 mm                                                                       | 2250 mm                                                                     | 2250 mm                                                                 | 2250 mm                                                                 |
| Breite Lenker                 | 860 mm                                                                        | 860 mm                                                                      | 860 mm                                                                  | 860 mm                                                                  |
| Höhe                          | 1390 mm                                                                       | 1390 mm                                                                     | 1390 mm                                                                 | 1390 mm                                                                 |
| Sitzhöhe                      | variabel 840–860 mm                                                           | variabel 840–860 mm                                                         | variabel 840–860 mm                                                     | variabel 840–860 mm                                                     |
| Radstand                      | 1550 mm                                                                       | 1515 mm                                                                     |                                                                         |                                                                         |
| Lenkkopfwinkel/Nachlauf       | 62°/92 mm                                                                     | 28°/92 mm                                                                   |                                                                         |                                                                         |
| Trockengewicht                | 215 kg                                                                        | 215 kg                                                                      | 215 kg                                                                  | 215 kg                                                                  |
| Tankvolumen                   | 24 Liter, 3 Liter Reserve, Super bleifrei - [E10 geeignet]                    | 24 Liter, 3 Liter Reserve, Super bleifrei - [E10 geeignet]                  | 24 Liter, 3 Liter Reserve, Super bleifrei - [E10 geeignet]              | 24 Liter, 3 Liter Reserve, Super bleifrei - [E10 geeignet]              |
| Varianten                     |                                                                               |                                                                             |                                                                         |                                                                         |
| Farben                        | Roulette Green - Jet Black - Lucifer Orange - Aluminium Silver                | British Racing Green - Caspian Blue                                         |                                                                         |                                                                         |
| Ausstattung                   | Sonderzubehör gegen Aufpreis                                                  | Heizgriffe, 2-Box-Koffersystem und Hauptständer ohne Aufpreis               |                                                                         |                                                                         |